# Octopus superciliosus
Espèce
Synonymes
- Octopus (Octopus) superciliosus Quoy & Gaimard, 1832[1]
- Octopus duplex Hoyle, 1885[2]
- Octopus westerniensis Quoy & Gaimard, 1832[2]

Octopus superciliosus est une espèce d'octopodes de la famille des Octopodidae.

## Habitat et répartition
Cette espèce est présente dans les eaux au large de l'Australie.